# 斯蒂芬·伊顿
斯蒂芬·伊顿（英語：Stephen Eaton，1975年9月15日—），澳大利亚男子田径运动员。他曾代表澳大利亚参加1996年和2000年夏季残疾人奥林匹克运动会田径比赛，获得一枚金牌和一枚铜牌，也曾于1994年远东及南太平洋残疾人运动会中获得两枚金牌。